# Гвоздики Борбаша
Гвоздики Борбаша, гвоздика Борбаша,   (Dianthus borbasii) — вид рослин з родини гвоздикових (Caryophyllaceae), поширений у східній Європі й західній Азії.

## Опис

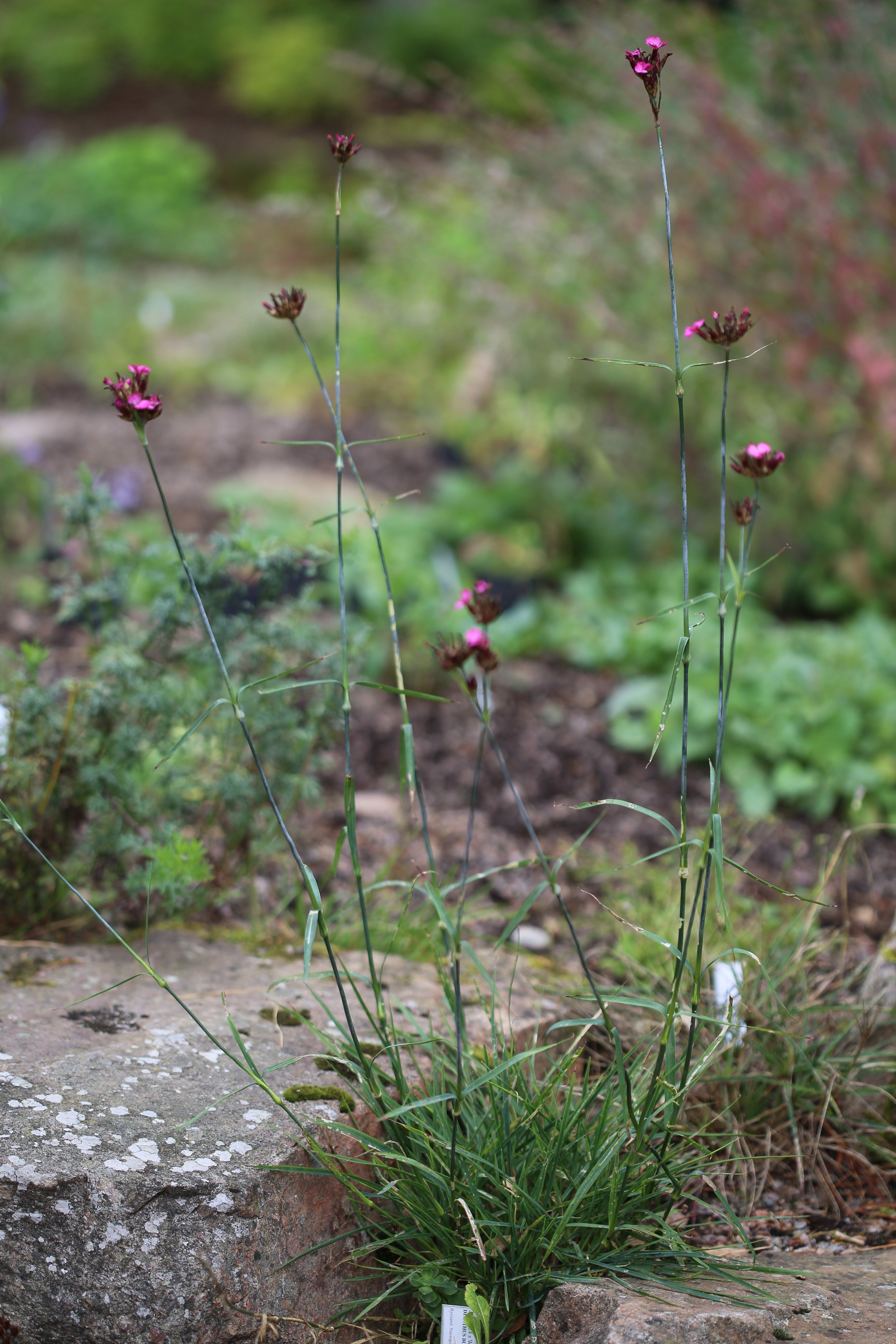

Багаторічна трав'яниста рослина 25–70 см заввишки. Стебла 4-гранні, листки лінійні, майже щетиноподібні, 1–2 мм шириною. Суцвіття з 2–18 квіток, покривні листки не перевищують середину чашечки.

## Поширення
Поширений у східній Європі, Казахстані, західному Сибіру.
В Україні вид зростають на пісках у борах — у Поліссі та Лісостепу, спорадично.